# Sofia Linnea (1988)
Sofia Linnea är en replik av en vedjakt, den största modellen av de olika roslagsskutorna. Sofia Linnea har hemmahamn i Stockholm. Namnet Sofia Linnea hedrar den sista seglande vedjakten Sofia av Länna och den senast byggda vedjakten Greta Linnea av Yxlan. 

## Bygget av Sofia Linnea
Vedjaktens historia höll på att ta slut 1946. Då avtacklades Sofia av Länna efter 63 år under segel. Hon var den sista seglande vedjakten.
På 1970-talet, 30 år senare, träffade skärgårdskonstnären Björn Lindroth båtbyggaren Börje Andersson i Roslags-Kulla (ca 15 km nordost om Åkersberga). De började diskutera möjligheten att bygga en vedjakt.
Einar Telander, pensionerad skeppsbyggare och fartygsprojektör hos Grängesbergsbolaget med malmfartyg och tankers på meritlistan, kom i kontakt med Björn Lindroth i början av 1980-talet och engagerades för bygget. Gamla bilder av vedjakter och Sjöhistoriska museets modell av Greta Linnea studerades nogsamt. Göran Forss, modellbyggare vid museet, hjälpte Einar Thelander att mäta upp modellen. Tusentals mått togs under hösten 1984 och våren 1985.
För att finansiera bygget bildades ett rederi, Rederiaktiebolaget Sofia Linnea. 300 aktier à 5 000 kr såldes. En av aktieägarna är kung Carl XVI Gustaf.
Med finansiering säkrad började Börje Andersson och hans fru gå ut och fälla timmer i sina ägda skogar i Roslags-kulla. Kölsträckning samt resning av stävar ägde rum den 25 januari 1986. 29 månader senare, den 9 juli 1988 skedde sjösättningen i Östanå färjeläge.
Ansvarig för påmastning och riggning var engelsmannen Mike Walder. Hans medhjälpare var ett gäng experter från flera nationer. Segel i linne på 300 m² syddes av en segelmakare i södra England.
Bygget finns dokumenterat med ett stort antal bilder i Sjöhistoriska museets samlingar. 
Den 18 augusti 1988 premiärseglades den återskapade vedjakten Sofia Linnea från Ljusterö till Linds båtvarv i Skurusundet. Rorsman var Carl Wistedt, som seglat i dessa vatten i många decennier med sina sandkilar.

## Tekniska data
Masten (inklusive toppstång) är närmare 30 m hög. Gaffelbommens längd är 16 m. Segelytan uppgår totalt till ca 300 m², varav storseglet svarar för drygt hälften, toppseglet för ca 35 m² samt fock och klyvare för ca 50 m² vardera.
Skrovet är byggt av ek och furu.

## Ägande
Sofia Linnea ägs av Rederi AB Sofia Linnea, men hyrs ut till Föreningen Sofia Linnea, som ansvarar för att Sofia Linnea hålls seglande och väl underhållen. Föreningen Sofia Linnea är ett ideellt kulturprojekt med målsättning att levandegöra en sjöfartsepok i Stockholms historia och samtidigt föra vidare en tradition och ett seglingskunnande från segelsjöfartens tidevarv. Föreningen har ett tusental medlemmar.

## Sofia Linnea idag
Till skillnad från originalet är Sofia Linneas lastrum ombyggt med kojplatser för ett tiotal passagerare. Hon används som föreningsfartyg och seglar med föreningens medlemmar hela somrarna, vilket gör henne till en inte ovanlig syn i Stockholms skärgård. Sofia Linnea är medlem i Sveriges Segelfartygsförening .

## Bilder

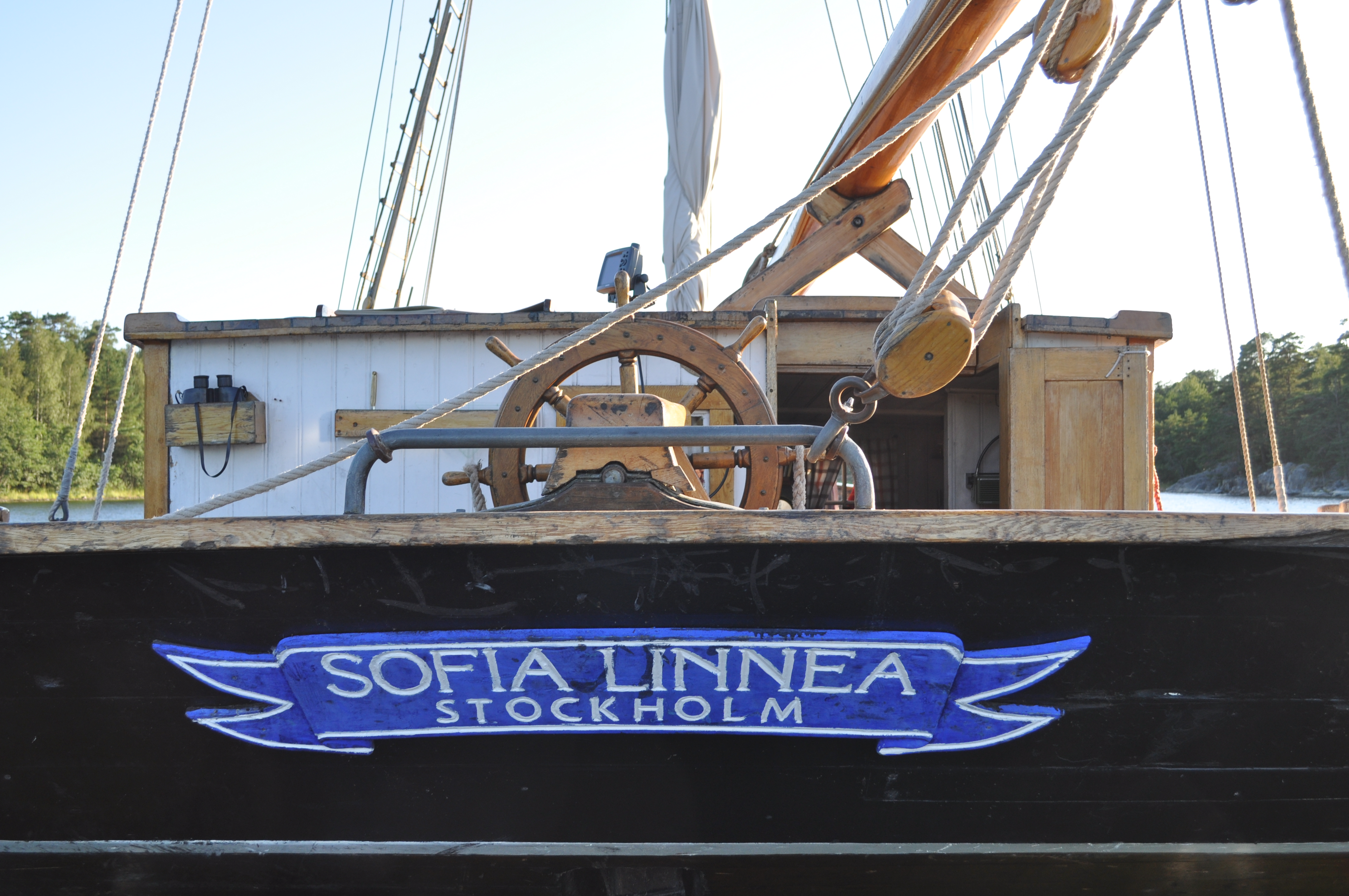
Sofia Linneas akterspegel
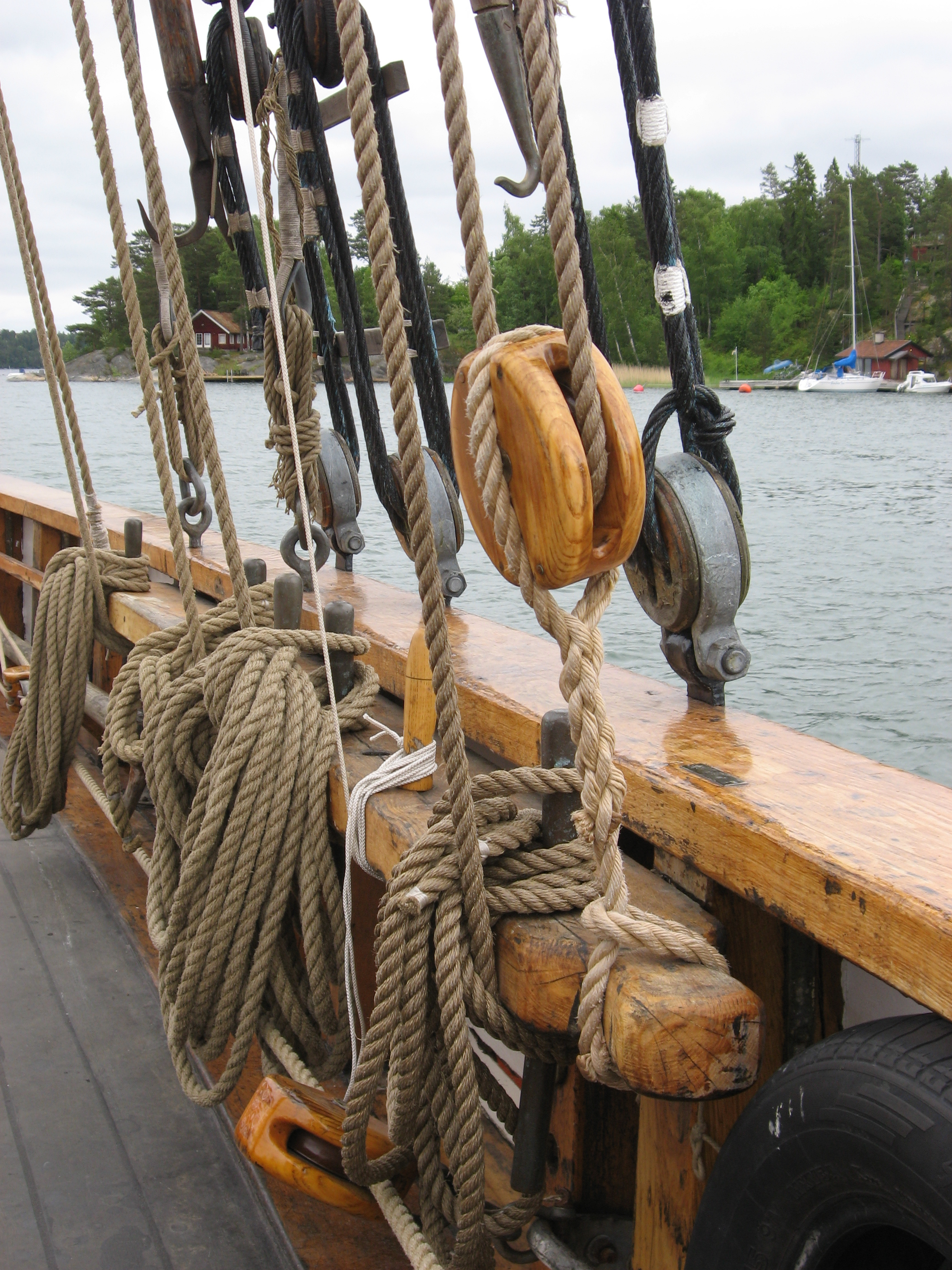
Nagelbänk
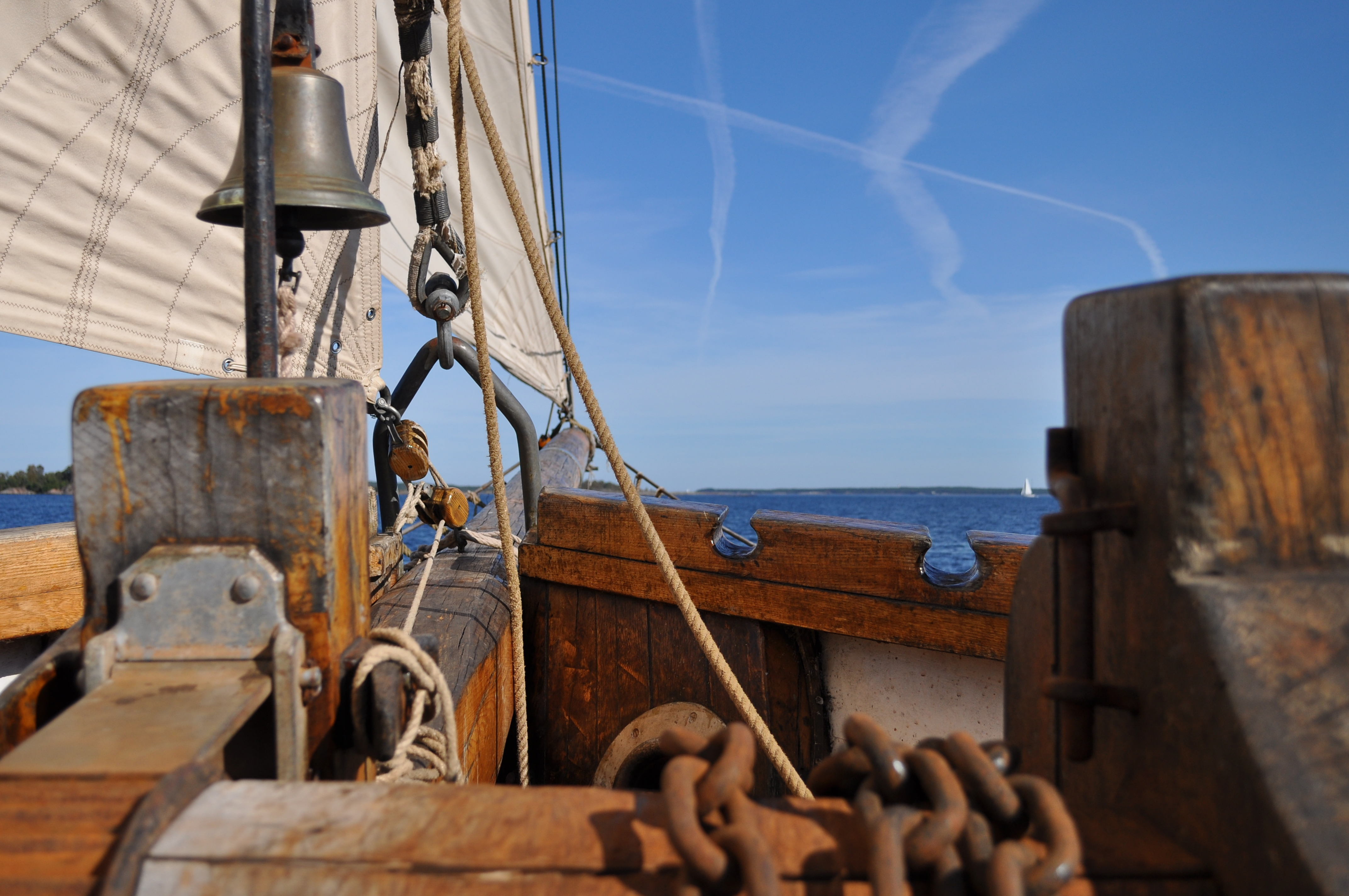
Vy över bråspel (ankarspel) och klyvarbom
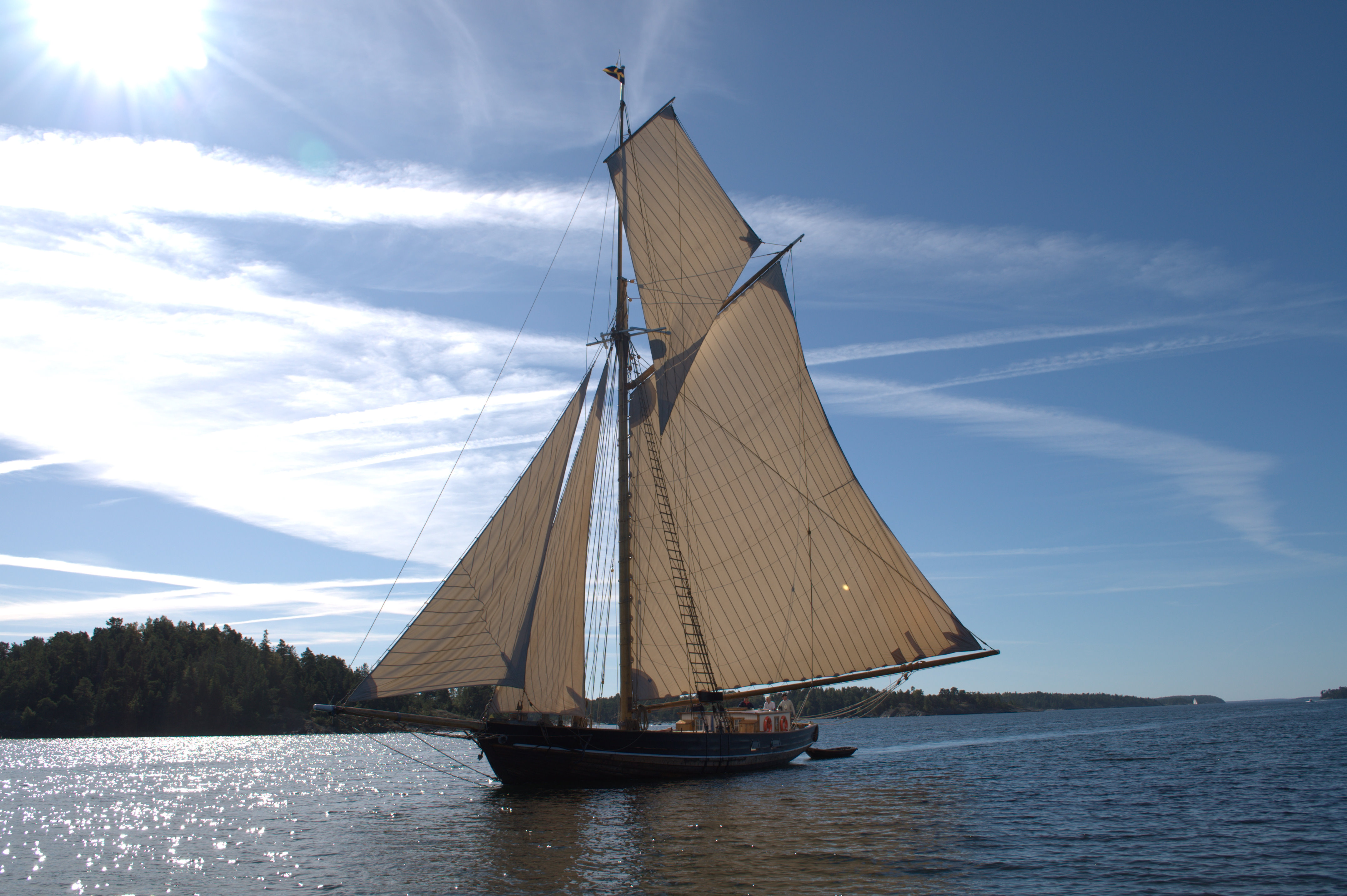
Vedjakten Sofia Linnea för fulla segel